# Prințesa Josephine a Danemarcei
Prințesa Josephine Sophia Ivalo Mathilda a Danemarcei, Contesă de Monpezat (n. 8 ianuarie 2011), este membru al familiei regale daneze. Este al patrulea copil al Prințului Moștenitor Frederik al Danemarcei și a soției lui, Mary, Prințesă a Danemarcei. Este al șaptelea nepot al reginei Margareta a II-a a Danemarcei. Are un frate geamăn, Prințul Vincent al Danemarcei.
Prințesa este a cincea în linia de succesiune la tronul din Danemarca, după tatăl său, fratele mai mare Prințul Christian, sora mai mare Prințesa Isabella și fratele geamăn Prințul Vincent.

## Naștere
Prințesa s-a născut la Rigshospitalet din Copenhaga la ora locală 10:56, la 26 de minute după fratele său geamăn. La naștere a cântărit 2,55 kg și a măsurat 46 de cm.

## Botez
Josephine și fratele ei au fost botezați la 14 aprilie 2011 la capela bisericii Holmen. Prințesa a primit numele de
Josephine Sophia Ivalo Mathilda. Nașii ei au fost: Prințesa Marie a Danemarcei, Prințul Carlo, Duce de Castro, mătușa maternă Patricia Bailey, contele Bendt Wedell, Birgitte Handwerk și prietena mamei sale, Josephine Rechner.
A fost numită:
- Josephine, un popular nume danez[7] (adesea scris Josefine), nume pe care îl împarte cu nașa ei Josephine Rechner și cu strămoașa ei, Josephine de Leuchtenberg.
- Sophia, din greacă însemnând "înțelepciune";[8] de obicei scris Sofie în daneză[9]
- Ivalo, un nume groenlandez însemnând "tendon, filet, mușchi".[10]
- Mathilda, un vechi nume însemnând "puternic în luptă"